# Martelange
Martelange är en kommun i Belgien.   Den ligger i provinsen Luxemburg och regionen Vallonien, i den sydöstra delen av landet, 150 km sydost om huvudstaden Bryssel. Antalet invånare är 1 672.
I omgivningarna runt Martelange växer i huvudsak blandskog. Runt Martelange är det ganska tätbefolkat, med 93 invånare per kvadratkilometer.